# Вокомунг
Гора Вокумунг — піщаниковий тепуй в горах Пакарайма на заході Гаяни, висотою 1700 метрів. Разом з горою Аянґанна, що за 37 км на північ, Вокомунг є найсхіднішим тепуєм, що сягає понад 1500 метрів.
Схили гори Вокомунг вкриті середньовисоким пологом гірського лісу. Вершина Вокомунга за формою являє собою неглибоку чашу з поганим дренажем. Тому там ростуть дерев'янисті чагарники та наземні бромелії.
На горі Вокомунг ростуть деякі види, які зустрічаються лише на високих тепуях в регіоні Гвіанського щита